# Гравина II (Бриндизи)
Гравина II (итал. Gravina II) је насеље у Италији у округу Бриндизи, региону Апулија.
Према процени из 2011. у насељу је живело 33 становника. Насеље се налази на надморској висини од 342 м.